# Cavia fulgida
Cavia fulgida là một loài động vật có vú trong họ Caviidae, bộ Gặm nhấm. Loài này được Wagler mô tả năm 1831.

## Hình ảnh

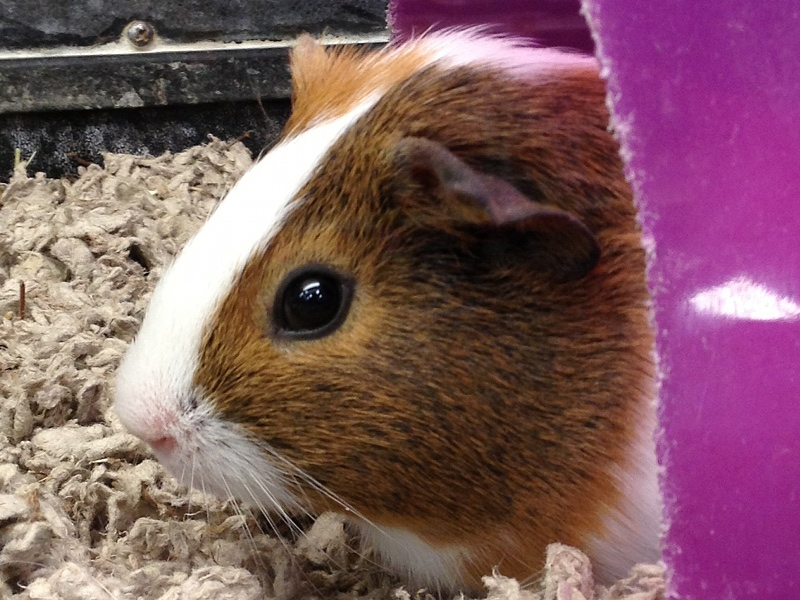
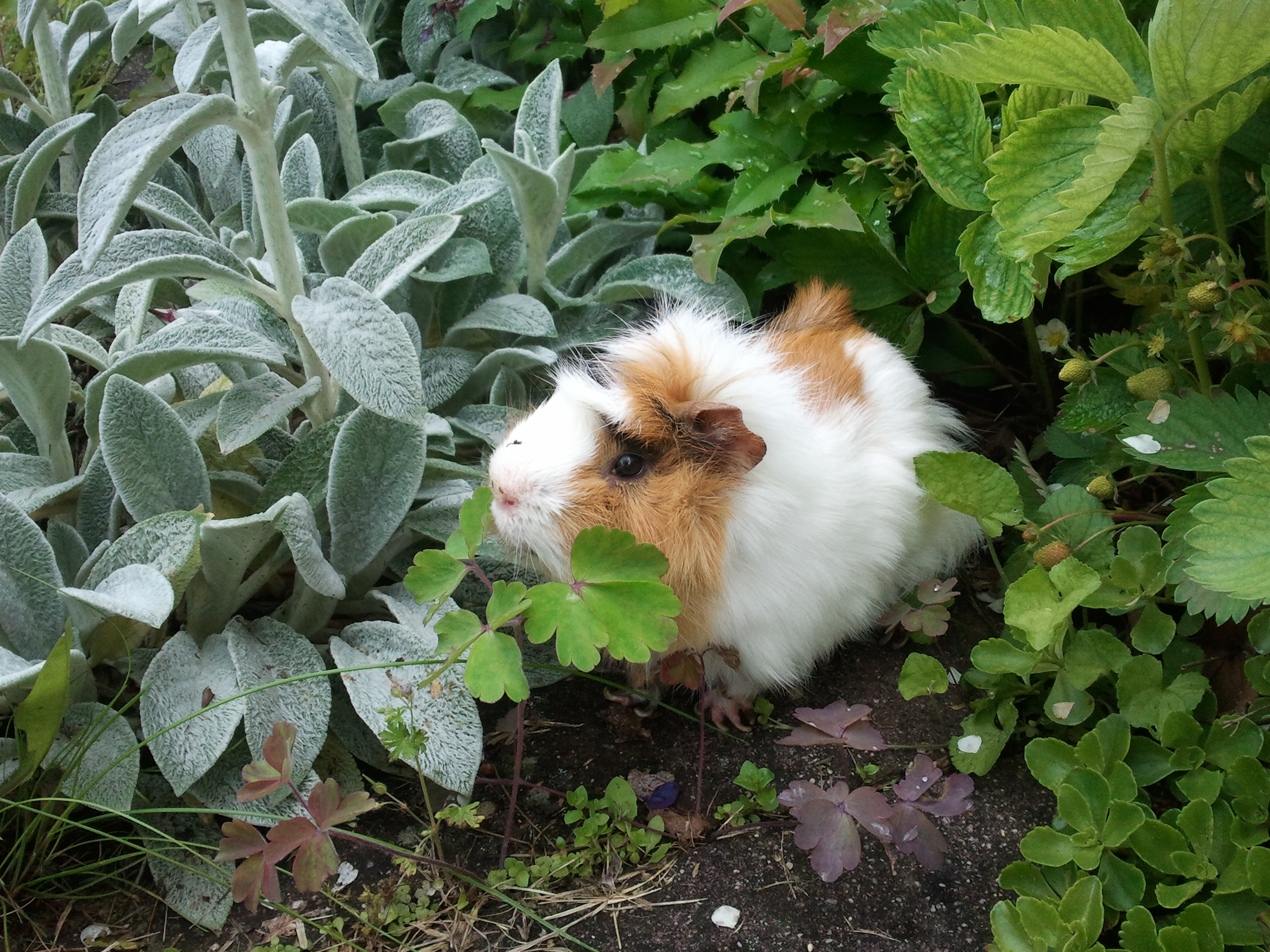
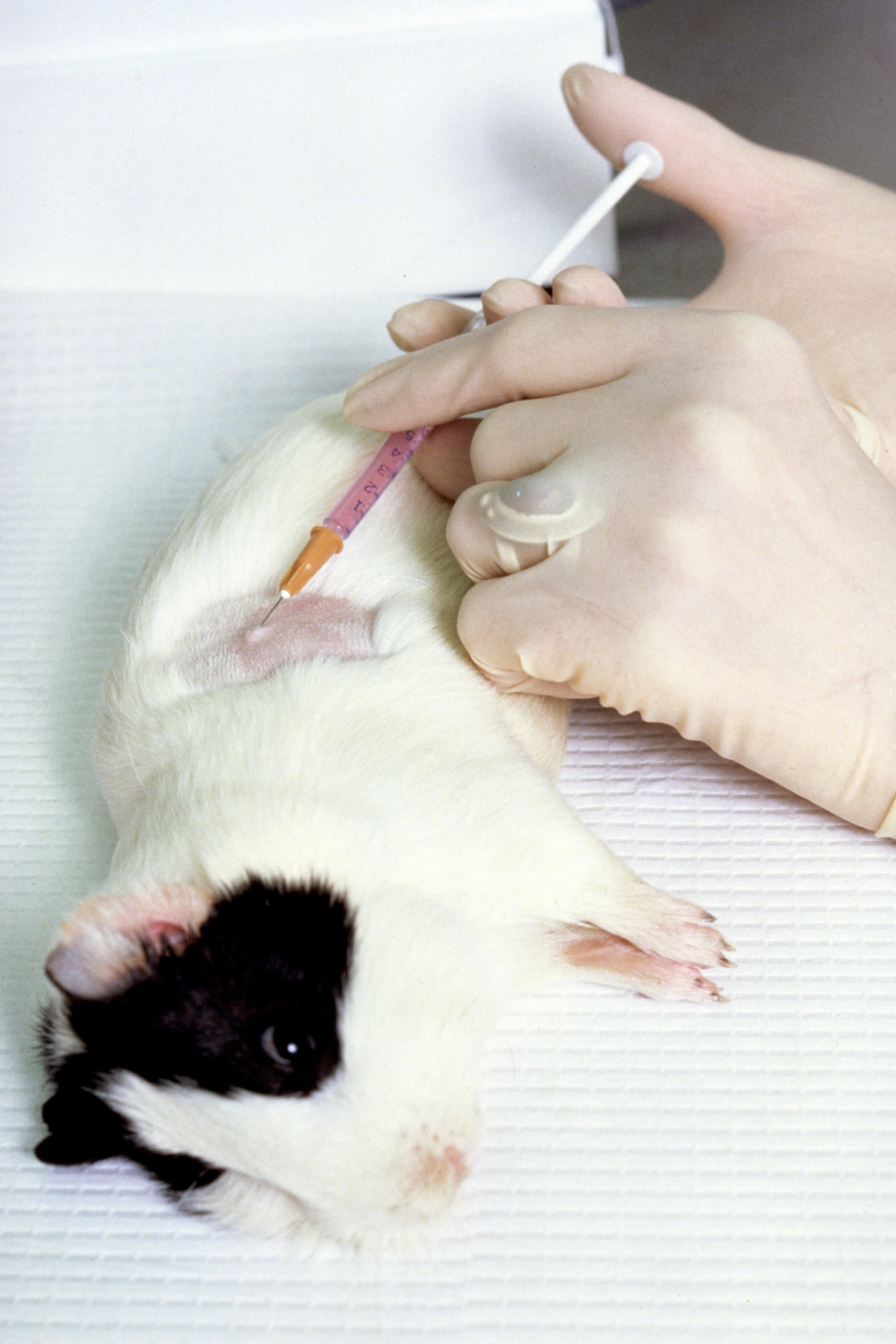
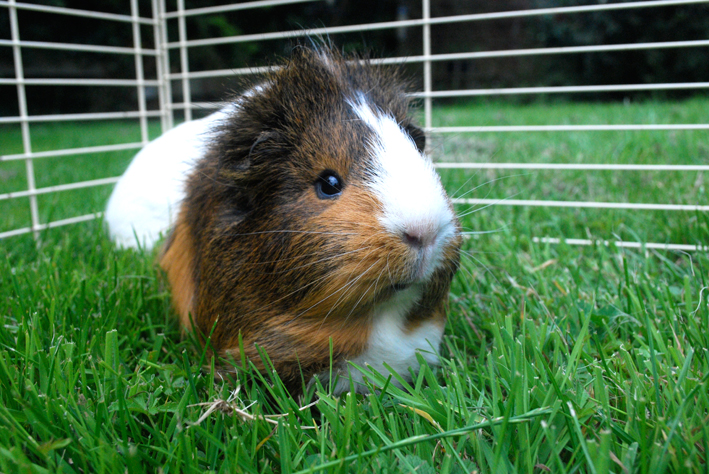